# Ralph Gold
Ralph Gold (Londres, 1939 ou 1940) é um empresário inglês. Ele e seu irmão, David Gold, foram diretores do time de futebol Brimingham City. Ambos também foram donos da varejista Ann Summers.

## Vida pessoal
É filho de Godfrey, um boxeador e comerciante que foi preso por roubo por cinco anos, com Rose, uma graçonete que vendia botões e bricabraques na frente de sua casa. É o irmão mais novo de David Gold.
Ralph foi campeão de boxe do Exército Inglês e era conhecido por ser o negociador nas parcerias com seu irmão.

## Carreira

### Pornografia
Ralph e seu irmão fizeram fortuna vendendo pornografia, o que lhe rendeu a alcunha de "Porn Baron" (Barão do Pornô).

### Ann Summers
Em 1972, os irmãos Gold compraram a Ann Summers de Michael Caborn-Waterfield. Na época, a empresa estava passando por dificuldades financeiras e Waterfield devia dinheiro aos irmãos. Em dezembro de 2007, Ralph vendeu suas ações da Ann Summers e transferiu diversas propriedades para seu irmão por £ 56.5 milhões, dinheiro que recebeu em abril de 2009. A venda foi motivada por discussões sobre quem herdaria a empresa. Havia a preocupação da segunda geração levar a empresa a falência, mas de acordo com David, as negociações foram amigáveis.
De acordo com seu irmão, seu pai tentou roubar duas das três ações de Ralph da Gold Group International em 1972.

### Birmingham City
Os irmãos Gold e David Sullivan compraram o clube Brimingham City por £ 1 em 1993. Ralph chegou a ser diretor do clube antes de vender 12.50% de suas ações por £ 10 milhões para Carson Yeung em 2009. No mesmo ano, os três venderam o clube por £ 60 milhões, com Ralph faturando £ 15 milhões.
Durante a gestão dos irmãos, o time saiu da terceira liga e chegou no Premiere League, porém após a venda para Yeung, passou a correr risco de rebaixamento. A nova gestão acusou os irmãos Gold de deixar uma dívida de £ 11 milhões.